# Casa Cisquet
Casa Cisquet, sovint grafiada, per error, Casa Sisquet, és una masia del poble de Tendrui, a l'antic terme de Gurp de la Conca, pertanyent actualment al municipi de Tremp. Està situada al nord-oest i a prop de Tendrui, a llevant de la carretera local que mena a Tendrui.